# Stacey King
Ronald Stacey King (Lawton, Oklahoma; 29 de enero de 1967) es un exjugador y exentrenador de baloncesto estadounidense que jugó durante 8 temporadas en la NBA, y que ganó en tres ocasiones el anillo de campeón con los Chicago Bulls. Con 2,11 metros de altura, jugaba de pívot.

## Trayectoria deportiva

### Universidad
Jugó durante 4 temporadas con los Sooners de la Universidad de Oklahoma, con los que llegó a la final de la NCAA en 1988, donde perdieron ante Kansas. En sus dos últimas temporadas promedió 22,3 puntos y 8,5 rebotes, y 26 y 10,1 respectivamente.

### Profesional
Fue elegido en la sexta posición del Draft de la NBA de 1989 por Chicago Bulls. Fue una de las tres elecciones de los Bulls ese año en primera ronda (las otras dos fueron B. J. Armstrong y Jeff Sanders), y un nuevo error de elección de pívot en un draft, como lo habían sido con anterioridad Brad Sellers y Will Perdue. Jugó en Chicago durante 4 temporadas y media, con una discreta aportación, antes de ser traspasado a Minnesota Timberwolves a cambio del australiano Luc Longley.
Fue precisamente la primera temporada en Minnesota la mejor de King, promediando 11,8 puntos y 6,1 rebotes por partido. A partir de  1995 se produce su declive, que duraría 2 temporadas, pasando por 3 equipos diferentes y jugando en total solamente 26 partidos. En el total de su carrera promedió 6,4 puntos y 3,3 rebotes por partido.
Tuvo un fugaz paso por la Liga Nacional de Basquetbol de Argentina cuando fue contratado por Atenas de Córdoba para cubrir la vacante que había dejado en el plantel Fabricio Oberto (campeón con los San Antonio Spurs) al partir al baloncesto europeo
Es famosa la frase que pronunció tras uno de sus partidos durante su trayectoria como jugador de Chicago Bulls: "Siempre recordaré la noche, esta noche, en la que Michael Jordan y yo nos compenetramos para anotar 70 puntos". Se trataba de una broma, ya que Jordan había anotado 69 de ellos.